# Каланчак (Херсонская область)
Каланча́к (укр. Каланчак) — посёлок, центр Каланчакской поселковой общины Скадовского района Херсонской области Украины. Находится у Каркинитского залива. Вблизи проходит Северо-Крымский канал.
В 2022 году, во время вторжения России в Украину, Каланчак был захвачен. На данный момент находится под российской оккупацией.

## Население
В январе 1989 года численность населения составляла 11 302 человек.

### Языковой состав
Родной язык населения по данным переписи 2001 года:
| Язык       | Численность, чел. | Доля     |
| ---------- | ----------------- | -------- |
| Украинский | 10 296            | 92,62 %  |
| Русский    | 743               | 6,68 %   |
| Другое     | 77                | 0,70 %   |
| Итого      | 11 116            | 100,00 % |

## История

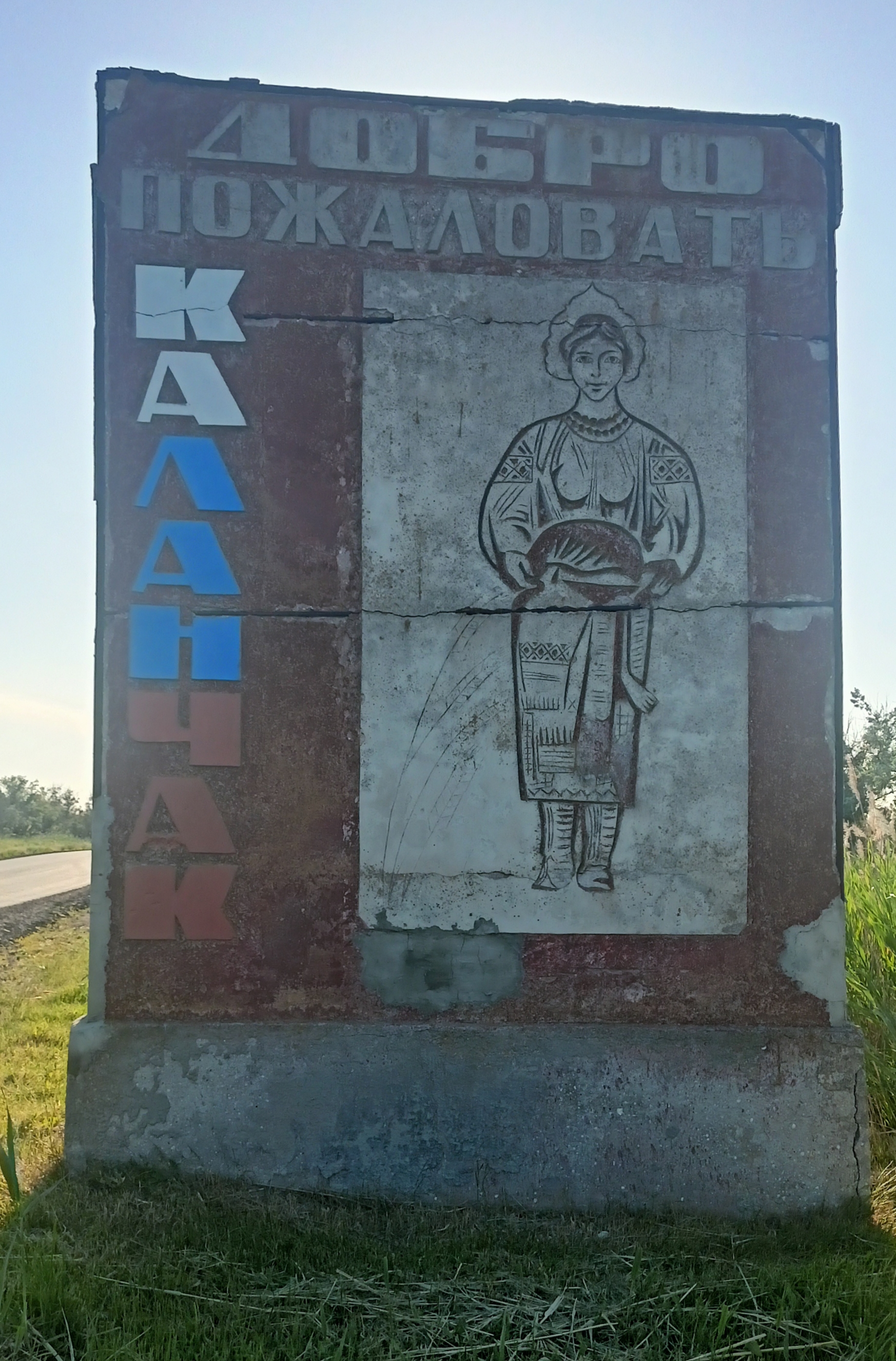
Стела на въезде во время российской оккупации

Во времена Крымского ханства места кочевий ногайцев, подчинявшихся коменданту Ор-Капу — ор-бею.
Султан Мурад III отправил в Кефе брата Мехмеда II — Исляма Герая, его сопровождала эскадра под командованием адмирала Улуч Али. Как только эскадра прибыла в Кефе, сторонники Мехмеда Герая начали дезертировать. Низложенный хан бежал, пытаясь добраться до ногайцев, но не успел из-за своего веса. Медленно двигавшуюся телегу в Канлыджаке (Канлычак, Канлыджак ранние названия этой местности) нагнал Алп Герай, который велел удавить Мехмеда.
Поселение было создано в 1794 году и стало волостным центром Днепровского уезда Таврической губернии Российской империи. В 1895 году здесь насчитывалось 900 дворов и 5685 жителей.
В январе 1918 года была установлена Советская власть.
5 мая 1931 года началось издание местной газеты.
После создания в 1939 году Каланчакского района, Каланчак стал районным центром.
В ходе Великой Отечественной войны с 11 сентября 1941 до 2 ноября 1943 года селение было оккупировано немецкими войсками. В 1 км от села (на территории совхоза им. Будённого) был создан немецкий концентрационный лагерь.
В 1952 году в селе Каланчак действовали маслодельный завод, кирпично-черепичный завод, средняя школа, семилетняя школа, две начальные школы, библиотека и клуб.
В 1967 году Каланчак стал посёлком городского типа.
В 1978 году численность населения составляла 9,6 тыс. жителей, здесь действовали маслозавод, пищевкусовая фабрика, райсельхозтехника, комбинат бытового обслуживания, две общеобразовательные школы, музыкальная школа, спортивная школа, больница, поликлиника, Дом культуры, два клуба, две библиотеки.
В мае 1995 года Кабинет министров Украины утвердил решение о приватизации находившейся здесь райсельхозтехники, в июле 1995 года было утверждено решение о приватизации маслозавода, пищевкусовой фабрики и совхоза «Таврия».
После аннексии Крыма Россией, в марте 2014 года на шоссе Е97 был оборудован контрольно-пропускной пункт «Каланчак» государственной пограничной службы Украины.
В 2020 году, в рамках административно-территориальной реформы стал центром Каланчакской поселковой общины Скадовского района.

## Транспорт
Находится в 25 км от железнодорожной станции Каланчак на линии Джанкой — Николаев Одесской железной дороги.

## Известные люди
В Каланчаке родились
— Тимофей Яковлевич Левицкий (1913—1945) — военный. Герой Советского Союза (1945, посмертно). Участник Второй мировой войны.
— Береза Александр Григорьевич (1971—2015) — младший сержант Вооруженных сил Украины, участник русско-украинской войны. Командир отделения, 79-я аэромобильная бригада. 24 января 2015 г. погиб в бою за Донецкий аэропорт во время миномётного обстрела террористами. Похоронен в Каланчаке.
— Милько Владимир Ефремович (1911 — ? после 1972) — украинский советский скульптор.
— Днепровский Иван (1895—1934) — писатель.
— Каланчакскую общеобразовательную школу I—III ступеней № 1 им. Н. К. Крупской окончил Игорь Кондратюк (*1962).
— В Каланчаке проживали: Иржик Юрий Иванович — младший сержант Вооруженных сил Украины, участник войны на востоке Украины (21-й отдельный мотопехотный батальон, 56-я отдельная мотопехотная бригада, псевдо «Йожик»). Погиб 23 мая 2016 г. во время миномётного обстрела Павлополь (Волновский р-н, Донецкая область). Похоронен в пгт Каланчак Херсонской области.

## Российско-украинская война
21 марта 2014-го погиб у поселка Каланчак в результате взрыва самоходной артиллерийской установки солдат 26-й бригады Александр Мартынюк. Согласно выводам комиссии, взрыв произошел из-за попадания неизвестного устройства в башню САУ. Из пяти членов экипажа трое получили ожоги, механик-водитель остался невредимым.

## Российское вторжение в Украину (с 2022)
Во время российского вторжения в Украину город был оккупирован российскими войсками в первый день войны. В городе проходили митинги против оккупации.